# Ла-Ліга 1930—1931
Сезон 1930–31 в Ла Лізі — футбольне змагання у найвищому дивізіоні чемпіонату Іспанії, що проходило між 7 грудня 1930 та 5 квітня 1931 року. Став третім турніром з моменту заснування Ла Ліги. Участь у змаганні взяли 10 команд, які провели одна з одною по дві гри — одній вдома та одній у гостях. Одна найгірша за результатами сезону команда вибула до Сегунди.
Переможцем турніру став клуб «Атлетик» (Більбао), який захистив чемпіонський титул, завойований попереднього сезону, та став таким чином першим в історії дворазовим чемпіоном Іспанії.
| Чемпіон Іспанії 1930/1931     |
| ----------------------------- |
| «Атлетик» (Більбао) 2-й титул |

## Підсумкова турнірна таблиця
|                  |     | Турнірна таблиця 1930-31 | О  | І  | В  | Н | П  | М+ | М- | РМ  |  |
| ---------------- | --- | ------------------------ | -- | -- | -- | - | -- | -- | -- | --- |  |
| Чемпіон Іспанії  | 1.  | «Атлетик» (Більбао)      | 22 | 18 | 11 | 0 | 7  | 73 | 33 | +40 |  |
|                  | 2.  | «Расінг» (Сантандер)     | 22 | 18 | 10 | 2 | 6  | 49 | 37 | +12 |  |
|                  | 3.  | «Реал Сосьєдад»          | 22 | 18 | 10 | 2 | 6  | 42 | 39 | +3  |  |
|                  | 4.  | «Барселона»              | 21 | 18 | 7  | 7 | 4  | 40 | 43 | -3  |  |
|                  | 5.  | «Аренас»                 | 18 | 18 | 8  | 2 | 8  | 35 | 38 | -3  |  |
|                  | 6.  | «Реал Мадрид»            | 18 | 18 | 7  | 4 | 7  | 24 | 27 | -3  |  |
|                  | 7.  | «Реал Уніон»             | 16 | 18 | 6  | 4 | 8  | 41 | 45 | -4  |  |
|                  | 8.  | «Алавес»                 | 14 | 18 | 5  | 4 | 9  | 25 | 39 | -14 |  |
|                  | 9.  | «Еспаньйол»              | 14 | 18 | 6  | 2 | 10 | 32 | 45 | -13 |  |
| Вибув до Сегунди | 10. | «Європа»                 | 13 | 18 | 6  | 1 | 11 | 23 | 38 | -15 |  |

## Результати
|                      | Аре | Ат(Б) | Бар  | Ала | Есп | Євр | Рас | Р(М) | Р(С) | Уні |
| «Аренас»             |     | 3-2   | 5-0  | 1-1 | 1-0 | 1-0 | 4-2 | 4-1  | 1-3  | 1-2 |
| «Атлетик» (Більбао)  | 5-2 |       | 12-1 | 7-1 | 5-1 | 4-1 | 7-1 | 2-4  | 6-1  | 1-2 |
| «Барселона»          | 2-0 | 6-3   |      | 1-1 | 6-2 | 0-2 | 1-1 | 3-1  | 5-1  | 5-3 |
| «Алавес»             | 3-2 | 1-4   | 1-1  |     | 4-1 | 2-0 | 2-5 | 2-0  | 1-2  | 3-1 |
| «Еспаньйол»          | 5-0 | 0-4   | 4-4  | 2-0 |     | 4-0 | 4-1 | 1-1  | 1-0  | 4-2 |
| «Європа»             | 1-4 | 2-1   | 2-2  | 1-0 | 3-1 |     | 1-2 | 0-3  | 2-1  | 2-1 |
| «Расінг» (Сантандер) | 4-1 | 4-1   | 0-1  | 4-0 | 4-0 | 2-1 |     | 3-0  | 2-5  | 4-1 |
| «Реал Мадрид»        | 1-2 | 0-6   | 0-0  | 1-0 | 2-0 | 3-1 | 0-0 |      | 2-0  | 3-0 |
| «Реал Сосьєдад»      | 4-1 | 1-0   | 4-1  | 2-2 | 2-1 | 3-1 | 4-7 | 2-1  |      | 3-3 |
| «Реал Уніон»         | 2-2 | 2-3   | 1-1  | 4-1 | 6-1 | 4-3 | 4-3 | 1-1  | 2-4  |     |

## Бомбардири

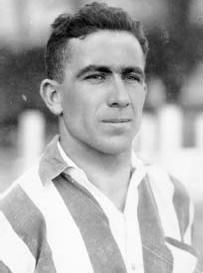
Агустін Сауто («Бата»), найкращий бомбардир сезону.

Найкращим бомбардиром Прімери сезону 1930–31 став нападник клубу «Атлетик» (Більбао) Агустін Сауто, також відомий як «Бата», який протягом чемпіонату 27 разів відзначався забитими голами.  
Найкращі бомбардири сезону:
|  | Голів | Бомбардир              | Команда              |
|  | ----- | ---------------------- | -------------------- |
|  | 27    | Агустін Сауто          | «Атлетик» (Більбао)  |
|  | 14    | Гільєрмо Горостіса     | «Атлетик» (Більбао)  |
|  | 13    | Анхель Ароча           | «Барселона»          |
|  | 12    | Телете                 | «Расінг» (Сантандер) |
|  | 12    | Сантьяго Уртісбереа    | «Реал Уніон»         |
|  | 11    | Едельміро Лоренсо      | «Еспаньйол»          |
|  | 10    | Луїс Регейро           | «Реал Уніон»         |
|  | 10    | Хосе Ірарагоррі        | «Атлетик» (Більбао)  |
|  | 10    | Мануель Оліварес       | «Алавес»             |
|  | 10    | Ігнасіо Марія Алькорта | «Реал Сосьєдад»      |
|  |       |                        |                      |

## Чемпіони
Футболісти «Атлетіка», які протягом турніру були гравцями основного складу:
- Грегоріо Бласко (13 матчів)
- Хосе Мугерса (18)
- Хосе Кастельяно (18)
- Хуан Уркізу Сустаєта (17)
- Роберто Ечебаррія (18, 2)
- Хуан Гарісурієта (14, 2)
- Гільєрмо Горостіса (18, 17)
- Бата (17, 27)
- Рамон де ла Фуенте  (17, 2)
- Хосе Ірарагоррі (16, 11)
- Ігнасіо Агірресебала (13, 5)

Резерв: Хосе Іспісуа (5), Мануель Відаль (1), Луїс Урібе (9, 5), Вікторіо Унамуно (3, 1), Деметріо Феліпес (1), Хав'єр Маренаті (1).
Тренер: Фредерік Пентланд.

## Рекорди сезону
- Найбільше перемог: «Атлетик» (Більбао) (11)
- Найменше поразок: «Барселона» (4)
- Найкраща атака: «Атлетик» (Більбао) (73 забито)
- Найкращий захист: «Реал Мадрид» (27 пропущено)
- Найкраща різниця голів: «Атлетик» (Більбао) (+40)

- Найбільше нічиїх: «Барселона» (7)
- Найменше нічиїх: «Атлетик» (Більбао) (0)

- Найбільше поразок: «Європа» (11)
- Найменше перемог: «Алавес» (5)

- Найгірша атака: «Європа» (23 забито)
- Найгірший захист: «Реал Уніон», «Еспаньйол» (45 пропущено)
- Найгірша різниця голів: «Європа» (-15)